# Persone sepolte a Napoli
Questa lista è suscettibile di variazioni e potrebbe essere incompleta o non aggiornata.

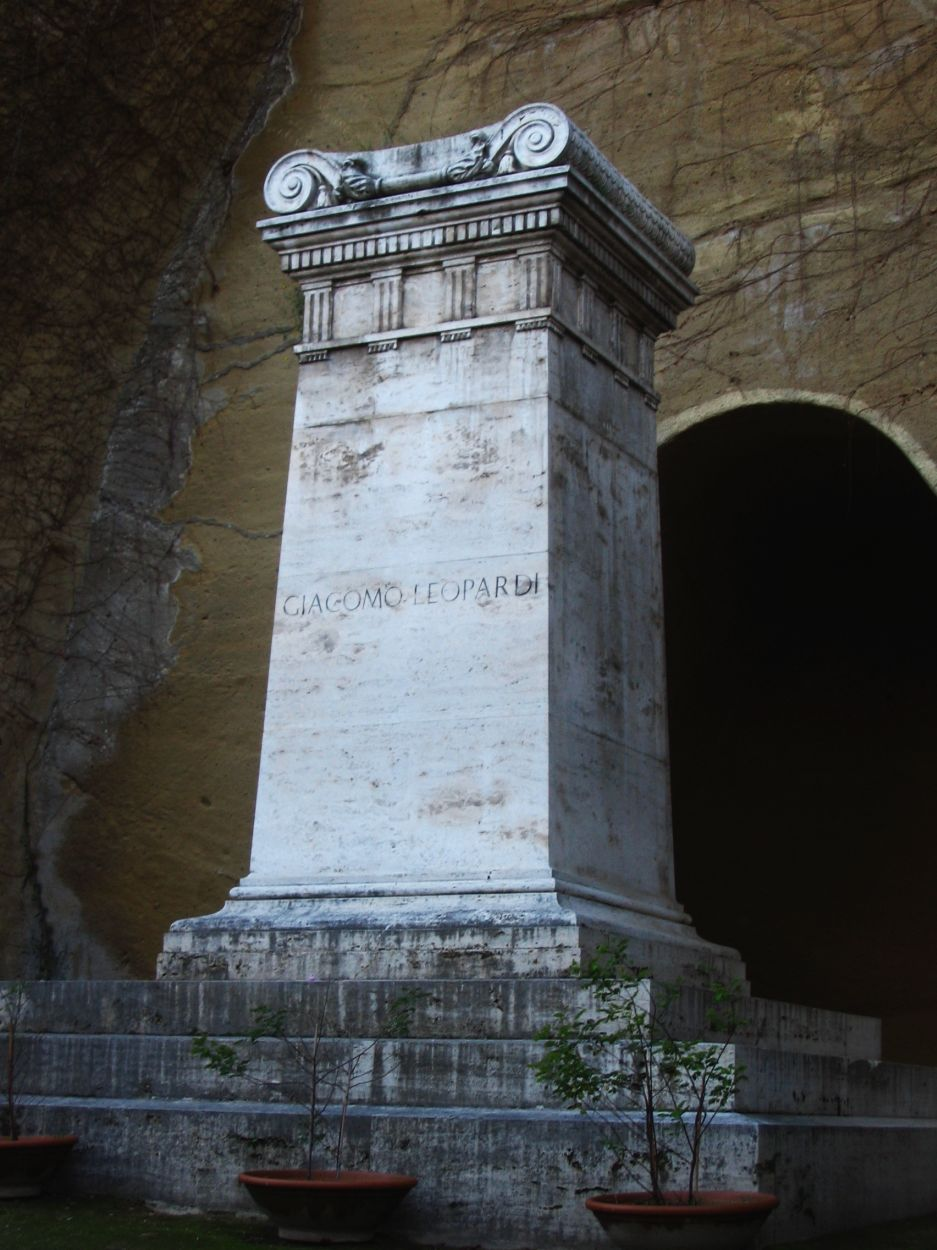
La tomba di Giacomo Leopardi (Parco Vergiliano a Piedigrotta o Parco della tomba di Virgilio, Napoli)

Questo è l'elenco delle personalità le cui spoglie riposano nella città di Napoli e nella sua provincia.
Data la vastità dell'argomento, questo lemma è da considerarsi in continua espansione.
Di seguito in ordine alfabetico:

## A
- Agrippina (15 - 59), è sepolta, secondo quanto tramanda Tacito, a Bacoli (NA). Fu augusta dell'Impero romano e madre dell'imperatore Nerone
- Giovanni Amendola (1882 - 1926), è sepolto nel cimitero monumentale di Poggioreale al Quadrato degli uomini illustri. Politico italiano liberale
- Antonio de Curtis, detto Totò (1898 - 1967), sepolto nella cappella privata della famiglia de Curtis all'interno del cimitero di Santa Maria del Pianto. Attore, compositore e poeta
- Andrea d'Ungheria (1327 - 1345), è sepolto nel Duomo di Napoli, noto anche come Andrea d'Angiò. Duca di Calabria, secondo figlio di Carlo Roberto d'Ungheria ed Elisabetta di Polonia, sposo della regina Giovanna d'Angiò
- Giovan Battista Albertini (1716 - 1788), è sepolto nella chiesa dei Santi Severino e Sossio. Principe di San Severino e Cimitile, fu ambasciatore in Inghilterra, Portogallo e Roma, fu segretario di Stato e presidente del consiglio delle Finanze
- Tony Astarita (1939 - 1998), è sepolto nel cimitero monumentale di Poggioreale al Quadrato degli uomini illustri. Cantante
- Sant'Andrea Avellino (1521 - 1608), è sepolto nella basilica di San Paolo Maggiore. Presbitero e religioso dell'Ordine dei Chierici Regolari Teatini

## B
- Placido Baccher (1781 - 1851), sepolto nella basilica santuario del Gesù Vecchio dell'Immacolata di Don Placido. Sacerdote e Venerabile della Chiesa Cattolica
- Achille Balsamo di Loreto (1899 - 1918), sepolto nel cimitero monumentale di Poggioreale all'interno del Quadrato degli uomini illustri. Ufficiale dei Cavalleggeri L'Aquila durante la prima guerra mondiale
- Tony Bruni (1931 - 2009), è sepolto nel cimitero comunale di San Gennaro Vesuviano (NA). Cantante e attore teatrale

## C
- Benedetto Cairoli (1825 - 1889), è sepolto al cimitero monumentale di Poggioreale. Garibaldino, rifugiato politico e cospiratore anti-austriaco, deputato al Parlamento, presidente del Consiglio dei Ministri Italiano
- Enzo Cannavale (1928 - 2011), è sepolto al cimitero monumentale di Poggioreale. Attore
- Ernesto Capocci di Belmonte (1798 - 1864), è sepolto nel cimitero monumentale di Poggioreale. Matematico ed astronomo
- Sergianni Caracciolo (1372 ca. - 1432), è sepolto nella chiesa di San Giovanni a Carbonara. Ciambellano del Regno di Sicilia, primo ministro
- Carlo di Lannoy (1487 ca. - 1527), è sepolto nella chiesa di Sant'Anna dei Lombardi. Nobile e militare olandese, viceré del Regno di Napoli e primo principe di Sulmona
- Enrico Caruso (1873 - 1921), è sepolto in una cappella privata all'interno del cimitero di Santa Maria del Pianto. Tenore
- Bernardo Cavallino (1616 - 1656), è sepolto nel cimitero monumentale di Poggioreale. Pittore
- Beniamino Cesi (1845 - 1907), è sepolto nel cimitero monumentale di Poggioreale all'interno del Quadrato degli uomini illustri. Pianista e compositore
- Richard Luke Concanen (1747 - 1810), è sepolto nella chiesa di San Domenico Maggiore. Primo vescovo cattolico dell'Arcidiocesi di New York
- Luisa Conte (1925 - 1994), è sepolta nel cimitero monumentale di Poggioreale. Attrice teatrale
- Corradino di Svevia (1252 - 1268), è sepolto nella basilica di Santa Maria del Carmine Maggiore (piazza del Mercato). Noto come Corrado V di Hohenstaufen, re di Sicilia e Gerusalemme e duca di Svevia
- Benedetto Croce (1866 - 1952), è sepolto nel cimitero monumentale di Poggioreale all'interno del Quadrato degli uomini illustri. Scrittore, filosofo e storico

## D
- Salvo D'Acquisto (1920 - 1943), è sepolto nella basilica di Santa Chiara. Vice brigadiere dei Carabinieri
- Pino D'Angiò (1952 - 2024), è sepolto al cimitero comunale di Pompei (NA). Cantautore
- Mario Da Vinci (1942 - 2015), è sepolto nel cimitero di Fuorigrotta. Cantante e attore
- Enrico De Nicola (1877 - 1959), è sepolto al cimitero monumentale di Poggioreale. Politico e avvocato, primo presidente della Repubblica Italiana
- Francesco De Sanctis (1817 - 1883), è sepolto nel cimitero monumentale di Poggioreale. Critico e storico della letteratura italiana
- Guido De Ruggiero (1888 - 1948), è sepolto a Brusciano (NA) nella cappella gentilizia. Filosofo, professore universitario e ministro della Pubblica Istruzione
- Salvatore Di Giacomo (1860 - 1934), è sepolto nel cimitero monumentale di Poggioreale all'interno del Quadrato degli uomini illustri. Poeta, drammaturgo e saggista
- Luigi De Luca (1901 - 1950), è sepolto nel cimitero monumentale di Poggioreale all'interno del Quadrato degli uomini illustri. Scultore
- Giuseppe de Gemmis (1734 - 1812), è sepolto nella chiesa di Santa Maria degli Angeli alle Croci in cui ne è presente un busto marmoreo. Giurista e magistrato, presidente della Regia Camera della Sommaria

## E
- Egidio Maria di San Giuseppe (1729 - 1812), è sepolto nella chiesa di San Pasquale a Chiaia. Religioso dell'Ordine dei Frati Minori Alcantarini, venne proclamato Santo nel 1996

## F
- Cosimo Fanzago (1591 - 1678), è sepolto nella chiesa di Santa Maria ad Ogni Bene dei Sette Dolori. Scultore e architetto
- Domenico Fontana (1543 - 1607), è sepolto nell'atrio gotico della chiesa di Sant'Anna dei Lombardi. Architetto di origine ticinese
- Ferdinando I di Borbone (1751 - 1825), è sepolto nella chiesa di Santa Chiara. Re del Regno delle Due Sicilie dal 1816 fino alla sua morte con il nome di Ferdinando I delle Due Sicilie, già Re di Napoli dal 1759 al 1799, dal 1799 al 1806 e dal 1815 al 1816 con il nome di Ferdinando IV di Napoli, nonché Re di Sicilia dal 1759 al 1816 con il nome di Ferdinando III di Sicilia

## G
- Saverio Gatto (1877 - 1959), è sepolto nel cimitero monumentale di Poggioreale. Scultore
- San Gaudioso di Napoli (V secolo - 455), è sepolto nelle catacombe di San Gaudioso. Santo. Vescovo di Abitine in Tunisia al tempo dell'invasione dei Vandali, arrivò profugo a Napoli, patrono del rione Sanità
- Vincenzo Gemito (1852 -1929), è sepolto nel cimitero monumentale di Poggioreale. Scultore, disegnatore e orafo
- San Gennaro (IV secolo), è sepolto nella Cattedrale. Santo e martire della Chiesa cattolica, patrono principale di Napoli
- Emanuele Gianturco (1857 - 1907), è sepolto a Napoli. Giurista e politico
- Antonio Giordano (1459 - 1530), è sepolto nella chiesa dei Santi Severino e Sossio. Giureconsulto, primo ministro di Pandolfo Petrucci a Siena e Regio Consigliere di Ferdinando il Cattolico a Napoli
- Giovanna II d'Angiò (1373 - 1435), è sepolta nella basilica della Santissima Annunziata Maggiore. Regina di Napoli dal 1414 sino alla morte, regina titolare di Gerusalemme, Sicilia e Ungheria
- Luigi Giura (1795 - 1865), è sepolto al cimitero monumentale di Poggioreale. Ingegnere e ispettore del Regno delle Due Sicilie

## H
- Cosmo Maria De Horatiis (1771 - 1850), è sepolto nel cimitero monumentale di Poggioreale all'interno del Quadrato degli uomini illustri. Medico, chirurgo e professore universitario

## I
- Papa Innocenzo IV (1195 Ca. - 1254), è stato sepolto prima nella basilica di Santa Restituta, poi nel Duomo di Napoli. Papa della Chiesa cattolica
- Isabella d'Aragona (1470 - 1524), è sepolta nella chiesa di San Domenico Maggiore. Duchessa consorte di Milano e duchessa di Bari

## L
- Angelo Raffaele Lacerenza (1811 - 1889), è sepolto a Napoli. Patriota, medico e militare
- Ladislao d'Angiò (1376 - 1414), è sepolto nella chiesa di San Giovanni a Carbonara. Re di Napoli, Re di Gerusalemme, re di Sicilia, Conte di Provenza e Forcalquier, Re d'Ungheria e Principe di Taranto
- Giovanni Leone (1908 - 2001), è sepolto nel cimitero monumentale di Poggioreale. Politico, avvocato, giurista e accademico, sesto presidente della Repubblica italiana
- Giacomo Leopardi (1798 - 1837), è sepolto nel Parco Vergiliano a Piedigrotta. Poeta, filosofo, scrittore e filologo
- Camille du Locle (1832 - 1903), è sepolto nel cimitero acattolico di Capri. Librettista, impresario e regista francese

## M
- Gian Giacomo Manecchia (1597 - 1657), è sepolto nella chiesa di San Giuseppe Maggiore. Pittore lucano
- Maria di Valois (1309 - 1332), è sepolto nella basilica di Santa Chiara. Nobildonna francese
- Giovan Battista Marino (1569 - 1625), è sepolto nella chiesa dei Santi Apostoli. Poeta e scrittore
- Masaniello (Tommaso Aniello o Agnello) (1620 - 1647), è stato sepolto inizialmente a nella basilica di Santa Maria del Carmine Maggiore a piazza del Mercato, dopo un secolo, fu ordinata da Ferdinando IV la dispersione dei suoi resti, che con molta probabilità si trovano ora nelle fondamenta della basilica stessa. Pescivendolo, rivoluzionario e capopopolo
- Macedonio Melloni (1798 - 1854), è sepolto nel cimitero dei colerosi di Barra. Fisico e patriota
- Camillo de' Medici di Gragnano (1543 - 1598), è sepolto nella chiesa dei Santi Severino e Sossio. Nobile, giurista e avvocato
- Mario Merola (1934 - 2006), è sepolto nella cappella privata della famiglia D'Alessio all'interno del cimitero di Santa Maria del Pianto. Cantante, compositore e attore
- Saverio Mercadante (1795 - 1870), è sepolto al cimitero monumentale di Poggioreale. Compositore
- Gilda Mignonette (Griselda Andreatini) (1890 - 1953), è sepolta nel cimitero monumentale di Poggioreale, nel complesso di loculi che si trovano alla sinistra dell'entrata principale del cimitero su via Poggioreale, nei pressi del tempio in basalto nero. Cantante
- San Giuseppe Moscati (1880 - 1927), è sepolto nella chiesa del Gesù Nuovo (sotto l'altare della cappella della Visitazione). Medico, ricercatore ed insegnante, proclamato santo dalla Chiesa cattolica nel 1987
- Ernesto Murolo (1876 - 1939), è sepolto al cimitero monumentale di Poggioreale. Poeta, drammaturgo e giornalista
- Saverio Mattei (1742 - 1795), è sepolto nella chiesa dell'Arciconfraternita della congrega dei Bianchi dello Spirito Santo. Letterato, musicista e storico della musica

## N
- Giovanni Ninni (1861 - 1922), è sepolto nel cimitero monumentale di Poggioreale. Chirurgo
- Roberto Pane (1897 - 1987), è stato uno storico dell'architettura e architetto italiano.

## P
- Ferdinando Palasciano (1815 - 1891), è sepolto nel cimitero monumentale di Poggioreale. Chirurgo e politico
- Giuseppe Antonio Pasquale (1820 - 1893), è sepolto al cimitero monumentale di Poggioreale. Ricercatore e botanico
- Teofilo Patini (1840 - 1906), è sepolto nel cimitero monumentale di Poggioreale. Pittore
- Francesco Pignatelli (1652 - 1734), è sepolto nella cappella della SS. Concezione della chiesa dei Santi Apostoli. Cardinale della Chiesa cattolica e Arcivescovo di Napoli
- Giovanni Battista Pergolesi (1710 - 1736), è sepolto a Pozzuoli (Napoli) nella cattedrale di San Procolo. Compositore, violinista e organista
- Mario Persico (1892 - 1977), è sepolto nella congrega di Donnaregina (viale dei cipressi) nel cimitero di Poggioreale. Musicista
- Guglielmo Pepe (1783 - 1855), è sepolto nel cimitero monumentale di Poggioreale. Patriota e generale
- Florestano Pepe (1778 - 1851), è sepolto nel cimitero monumentale di Poggioreale. Patriota e generale

## Q
- San Quodvultdeus (V secolo - 454), è sepolto nelle catacombe di San Gennaro. Vescovo di Cartagine al tempo dell'invasione dei Vandali di Gensericoe arrivò profugo a Napoli, patrono dei profughi per mare

## R
- Sisto Riario Sforza (1810 - 1877), è sepolto nella chiesa di Santa Maria del Pianto. Cardinale della Chiesa cattolica, Arcivescovo di Napoli
- Roberto d'Angiò (detto il saggio) (1277 - 1343), è sepolto nella basilica di Santa Chiara. Re di Napoli (con il nome di Roberto I di Napoli dal 1309 al 1343), Re titolare di Gerusalemme, Duca di Calabria (1296-1309) e Conte di Provenza and Forcalquier (1309-1343)
- Ferdinando Russo (1866 - 1927), è sepolto nel cimitero monumentale di Poggioreale. Poeta e paroliere e giornalista

## S
- Giovanni Antonio Saldiviero (1572 - dopo il 1635), è sepolto nella chiesa di San Giovanni a Mare. Cavaliere di Malta, vicario del Priorato di Malta, a Capua ed a Napoli per 25 anni
- Federico Salvatore (1959 - 2023), è sepolto nel cimitero comunale di Portici (NA). Cantautore e cabarettista
- Sancha d'Aragona (c. 1285 - 1345), è stata sepolta prima nella chiesa di Santa Croce di Palazzo, poi traslata nella basilica di Santa Chiara (Delle sue spoglie si perse traccia). Principessa di Maiorca, regina consorte di Napoli, monaca e beata francescana
- Raimondo di Sangro (1710 - 1771), è sepolto nella cappella Sansevero. Principe di Sansevero e studioso
- Luisa Sanfelice (1764 - 1800), è sepolta nella chiesa del Carmine Maggiore. Nobildonna
- Giuseppe Sanmartino (1720 - 1793), è sepolto nella chiesa di San Domenico Soriano. Scultore
- Jacopo Sannazaro (1456 - 1530), è sepolto nella chiesa di Santa Maria del Parto a Mergellina, nel quartiere Chiaia. Poeta ed umanista
- Alessandro Scarlatti (1660 - 1725), è sepolto nella chiesa di Santa Maria di Montesanto. Compositore
- Eduardo Scarpetta (1853 - 1925), è sepolto nella cappella di famiglia nel cimitero di Santa Maria del Pianto. Attore e commediografo
- Luigi Settembrini (1813 - 1876), è sepolto nel cimitero monumentale di Poggioreale. Scrittore e patriota
- Francesco Solimena (1657 - 1747), è sepolto nel quartiere Barra, nella chiesa di San Domenico. Pittore e architetto
- Jusepe de Ribera (conosciuto con il soprannome Spagnoletto) (1591 - 1652), è sepolto nella chiesa di Santa Maria del Porto a Mergellina, nel quartiere Chiaia. Pittore spagnolo
- Nunzio Sulprizio (1817 - 1836), è sepolto nella chiesa di San Domenico Soriano. Operaio abruzzese, dichiarato santo dalla Chiesa cattolica nel 2018.

## T
- Nino Taranto (1907 - 1986), è sepolto nel cimitero di Santa Maria del Pianto. Attore, comico e cantante
- Nino Terzo (1923 - 2005), è sepolto nella cappella comunale del cimitero di Marano di Napoli. Attore, comico e cantante
- Sigismund Thalberg (1812 - 1871), è sepolto nel cimitero monumentale di Poggioreale. Pianista e compositore austriaco
- Massimo Troisi (1953 - 1994), è sepolto nel cimitero comunale a San Giorgio a Cremano (NA). Attore, regista, cabarettista e sceneggiatore
- Gaetano Thiene (1480 - 1547), è sepolto nella basilica di San Paolo Maggiore. Sacerdote, cofondatore dell'ordine dei Chierici regolari teatini; nel 1671 è stato proclamato santo da papa Clemente X, ed è detto il Santo della Provvidenza

## V
- Giambattista Vico (1668 - 1744), è sepolto nella chiesa dei Girolamini. Filosofo, storico e giurista
- Virgilio (Publio Virgilio Marone) (70 a.C. - 19 a.C.), è sepolto nel Parco Vergiliano a Piedigrotta, nel quartiere Chiaia. Poeta e filosofo
- Raffaele Viviani (1888 - 1950), è sepolto nel cimitero monumentale di Poggioreale. Poeta, commediografo, compositore e attore